# Coppa del Mondo di scacchi femminile
La Coppa del Mondo di scacchi femminile (nome ufficiale FIDE Women's World Cup) è un torneo di scacchi organizzato dalla FIDE con la formula dell'eliminazione diretta che appartiene al ciclo mondiale del Campionato del mondo femminile di scacchi. Le migliori giocatrici del torneo si qualificano al Torneo delle candidate. Fondato nel 2018, la prima edizione del torneo si è disputata nel 2021 a Soči, in concomitanza con l'edizione maschile.
Al torneo possono qualificarsi le giocatrici di tutto il mondo attraverso un processo di qualificazione che passa per i campionati continentali, i tornei zonali, il ranking mondiale, altri criteri stabiliti dall'organizzatore.

## Storia
Fino al 2018 il campionato del mondo femminile si disputava a cadenza annuale in forma alternata. Negli anni pari veniva disputato un match mondiale tra la campionessa in carica e una sfidante selezionata attraverso i FIDE Women's Grand Prix, negli anni dispari un torneo di 64 partecipanti a eliminazione diretta, dove la campionessa in carica non aveva nessun privilegio per difendere il titolo.
Nel 2018, finita la presidenza Kirsan Iljumžinov, durata 23 anni, venne eletto a capo della FIDE l'economista russo Arkadij Dvorkovič, che decise per un nuovo cambio di format per il Mondiale femminile per restituirgli maggiore credibilità. Da allora il Mondiale femminile viene disputato in forma di match, mentre a partire dal ciclo mondiale 2020-2021 il formato del femminile seguirà le orme del Mondiale open: ovvero la Coppa del Mondo, il FIDE Grand Prix e il FIDE Grand Swiss (edizioni femminili) saranno i tornei di qualificazione per il Torneo delle candidate.
Prevista nel 2020 la prima edizione della Coppa del Mondo femminile è stata rimandata al 2021 a causa delle difficoltà emerse con la Pandemia di COVID-19 che ha costretto a rimandare anche il match mondiale dal 2021 al 2022.

## Edizioni
| Edizione | Luogo  | Vincitrice            | Seconda               | Terza        | Qualificate                                                       |
| -------- | ------ | --------------------- | --------------------- | ------------ | ----------------------------------------------------------------- |
| 2021     | Soči   | Aleksandra Kostenjuk  | Aleksandra Gorjačkina | Tan Zhongyi  | Kostenjuk, Muzyčuk A. e Tan al Torneo delle candidate 2022        |
| 2023     | Baku   | Aleksandra Gorjačkina | Nurgjul Salimova      | Anna Muzyčuk | Salimova e Muzyčuk A. al Torneo delle candidate 2024              |
| 2025     | Batumi | Divya Deshmukh        | Humpy Koneru          | Tan Zhongyi  | Deshmukh, Koneru e Tan qualificate al Torneo delle candidate 2026 |